# Mina del Perrunal
La mina del Perrunal es un yacimiento minero español situado en la provincia de Huelva, en el término municipal de La Zarza-Perrunal, que a su vez forma parte de la cuenca minera de Tharsis-La Zarza. La mina estuvo activa durante los siglos XIX y XX, si bien en la actualidad se encuentra inactiva.
La explotación del Perrunal se encontraba situada a unos 2 kilómetros de la mina de La Zarza.

## Historia
En 1853 el ingeniero francés Ernest Deligny, que realizaba una viaje de exploración por la provincia de Huelva, solicitó una concesión del Estado para poder explotar una serie de yacimientos mineros; entre ellos se encontraba el Perrunal. Las labores de extracción se iniciaron poco después bajo gestión de la Compagnie des Mines de Cuivre de Huelva, que en 1866 vendió los terrenos a la Tharsis Sulphur and Copper Company Limited. En 1899 la «Tharsis» vendió el yacimiento a la Sociedad Francesa de Piritas de Huelva, bajo cuya égida la mina vivió su apogeo. En 1901 se construyó un pequeño ferrocarril para enlazar las instalaciones del Perrunal con la línea Zafra-Huelva. De este modo, se daba salida a los minerales extraídos hasta el puerto de Huelva.
Las explotaciones mineras del Perrunal fueron clausuradas el 28 de diciembre de 1969, quedando abandonado el yacimiento.

## Patrimonio minero-industrial
La explotación minera contó con una serie de instalaciones de carácter industrial relacionadas con la actividad del yacimiento, levantándose también un poblado para acoger a los trabajadores y sus familias. No obstante, desde el cierre de la mina a finales de la década de 1960 se ha producido el desmantelamiento de una parte importante de su patrimonio, como las vías férreas de los ramales, las cubiertas de chapa de los edificios o los malacates de los pozos subterráneos. En la actualidad se conservan parcialmente el cargadero-trituradora de mineral, el depósito de agua o la estación eléctrica.